# OSL集团
OSL集团 是一家香港的上市公司，提供经纪、数字资产交易、场外交易和数字资产托管等服务。

## 历史
OSL集团由方斌于2003年创立，前身为BC科技集团。自成立以来，OSL 已获得包括 Fidelity 在内的各种投资者的投资。
2013年，OSL在香港联交所创业板上市。两年后，即2015年，移师港交所主板。
2018年，彼時港股上市公司「品牌中國」內部創立了數字資產交易平台 OSL，2019 公司更名為「BC 科技」。OSL将其服务扩展到包括数字资产。2020年12月15日，OSL成为首个获得香港证监会发牌的资产交易平台。 也是中国香港首家聘用四大会计师事务所做审计的数字资产上市公司。
2023 年 1 月，休·马登 (Hugh Madden) 被任命为公司 首席执行官  (CEO)。
2023年8月，OSL成为首批获得香港证券及期货事务监察委员会批准，为散户投资者提供加密货币交易的两家公司之一。
2023年11月，BGX收购了OSL集团30%的股份。

## 运营
OSL提供经纪、数字资产交易、场外交易（OTC）和数字资产托管等服务。其经纪服务包括场外交易和报价请求（RFQ）交易，而交易所服务则提供数字资产交易平台。在托管领域，OSL还担任香港现货加密货币ETF的分托管人。此外，OSL 还通过 Omnibus 与盈透证券 (Interactive Broker) 和胜利证券 (Victory Securities) 合作。

## 服务
OSL 为机构、专业和散户投资者提供数字和法定货币的现货及场外交易服务，同时还提供软件即服务平台。